# سامي مسلم
سامي فايز خليل مسلّم (وُلد في 30 ديسمبر 1947– 26 سبتمبر 2024) سياسي وكاتب وباحث فلسطيني، وأحد أعضاء حركة فتح ومجلسها الثوري والمجلس الوطني الفلسطيني. كان محافظًا لمحافظة أريحا بين عامي 2005 و2007، ومحافظًا لمحافظة طوباس بين عامي 2007 و2010. عمل مديرًا لمعهد الدراسات الإقليمية في جامعة القدس. توفي بتاريخ 26 سبتمبر 2024.

## النشأة والتحصيل العلمي
وُلد سامي مسلم في مدينة القدس في 30 ديسمبر 1947 إبان فترة الانتداب البريطاني على فلسطين. بعد النكبة الفلسطينية عام 1948، هاجر من غربي مدينة القدس إلى شرقها.
تلقى تعليمه المدرسي في المدرسة الإنجيلية اللوثرية في القدس وبيت جالا حتى عام 1965، وحصل على الشهادة المتوسطة في الآداب من كلية بيرزيت عام 1967. درس العلوم السياسية في الجامعة الأميركية في بيروت وحصل على درجة البكالوريوس في عام 1969، ودرجة الماجستير في العلاقات الدولية عام 1971 من ذات الجامعة. لاحقًا حصل على درجة الدكتوراه في العلوم السياسية من جامعة بون الألمانية عام 1975.

## الحياة العملية
انضم مسلم إلى حركة فتح عام 1968 عندما كان طالبًا جامعيًا، وكان عضوًا في الاتحاد العام لطلبة فلسطين.
عمل مساعدًا في قسم الدراسات السياسية في الجامعة الأميركية في بيروت عام 1970. كما كان باحثًا وكاتبًا متفرغًا في مؤسسة الدراسات الفلسطينية بين عامي 1972 و1982. عُين مديرًا عامًا لمركز الإعلام الفلسطيني في ألمانيا بين عامي 1973 و1976، وكان بين عامي 1977 و1979 قائمًا بأعمال مدير مكتب منظمة التحرير الفلسطينية في الصين.
تولى بين عامي 1979 و1988 منصب مدير عام مكتب رئيس منظمة التحرير الفلسطينية، وبين عامي 1988 و1993 منصب مدير عام مكتب رئيس دولة فلسطين. بعد إنشاء السلطة الفلسطينية، كُلف في 8 مايو 1995 بمهام مدير عام مكتب رئيس السلطة الوطنية الفلسطينية حتى 2002، ووكيلًا في ديوان الرئاسة حتى عام 2005.
في 19 فبراير 2005، عُين محافظًا لمحافظة أريحا والأغوار، واستمر في المنصب حتى 1 أغسطس 2007، عندما عُين رئيسًا لهيئة تنشيط السياحة.
في 20 نوفمبر 2007، عُين محافظًا لمحافظة طوباس، ومُنح درجة وزير في 3 ديسمبر 2008. استمر في المنصب حتى إحالته إلى التقاعد في 10 مارس 2010.
انتخب في المؤتمر الخامس لحركة فتح عام 1989 في تونس عضوًا في المجلس الثوري لحركة فتح واستمر حتى انعقاد المؤتمر السادس عام 2009. كما انتخب عضوًا في المجلس الوطني الفلسطيني عام 1991.
في 10 مارس 2010، مُنح وسام القدس الشريف من الرئيس الفلسطيني محمود عباس «تقديراً منا وتثميناً لخدمته المشرفة، وأداءه لعمله بأمانة وإخلاص في سبيل خدمة وطنه وشعبه الفلسطيني، وإحقاق حقوقه غيـر القابلة للتصرف في الحرية والعودة وتقرير المـصير وإقامـة دولـة فلـسطين المـستقلة وعاصمتها القدس الشريف.»

## وفاته
تُوفي يوم 26 سبتمبر 2024 في مدينة رام الله.